# スーダン人民解放軍

スーダン人民解放軍の旗（1983年）

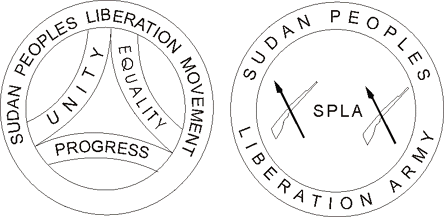
SPLA/M の紋章

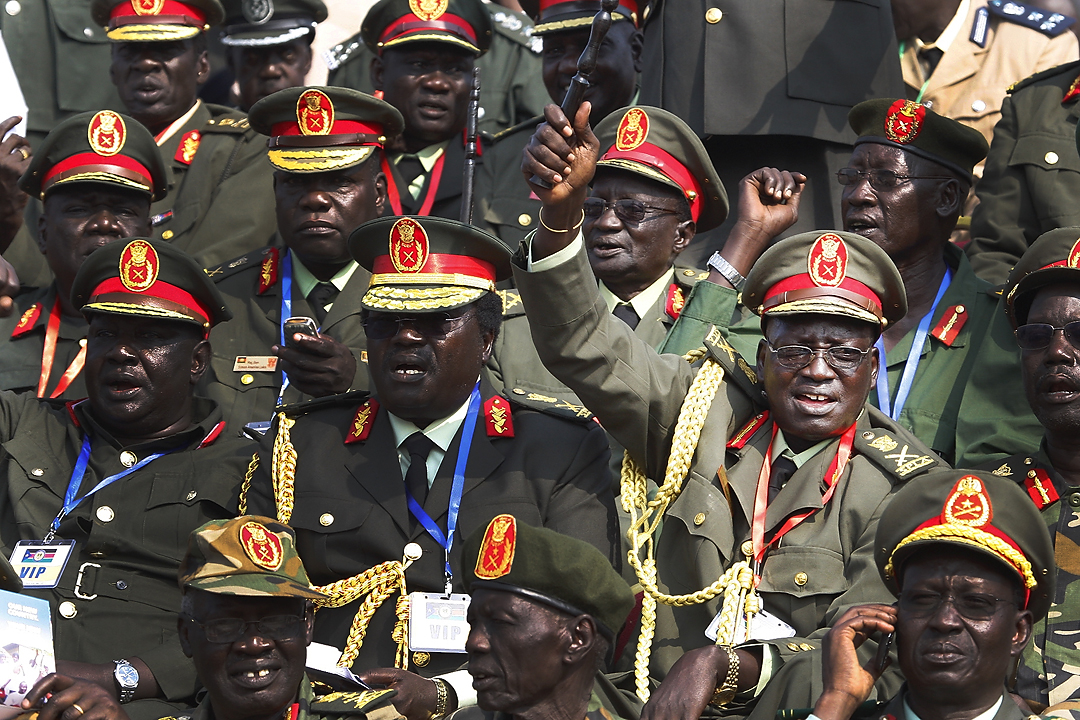
南スーダンの独立記念式典に参加するスーダン人民解放軍の将校たち（2011年）

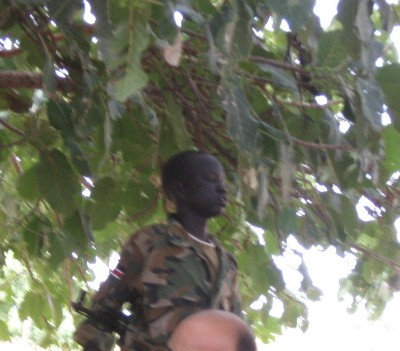
スーダン人民解放軍の少年兵（2007年）

スーダン人民解放軍・スーダン人民解放運動（スーダンじんみんかいほうぐん・スーダンじんみんかいほううんどう、英語：Sudan People's Liberation Army・Sudan People's Liberation Movement）は、1983年にジョン・ガラン、サルバ・キール・マヤルディ、ウィリアム・ニュオン・バニ、ケルビノ・クアニン・ボルら南スーダンの「非アラブ系」の世俗主義者が中心となり結成された旧反政府武装組織・政党。
ヌメイリ、サーディク・アル＝マフディー、オマル・アル＝バシールら北部の「アラブ人」主導の政権と第二次スーダン内戦で争った。1989年には国民民主同盟にも加盟している。2005年1月南北内戦の包括和平協定が結ばれ、ジョン・ガランを大統領とする南スーダンの半自治政府が認められたが、7月30日ジョン・ガランが死亡し、議長と南スーダン共和国大統領職はサルバ・キール・マヤルディに引継がれた。

## 歴史
1983年、第一次内戦の元反乱兵の説得ために政府から地方都市ボルに派遣された軍の大佐だったジョン・ガランは地方分権と民主主義の実現を求め、南北の地域格差是正など「新スーダン」の建設を掲げ、SPLAを立ち上げ、2005年7月30日に死ぬまで議長と最高司令官を兼ねた。正式名称は組織の政治部門と軍事部門の名をあわせたスーダン人民解放軍・スーダン人民解放運動 (SPLA/SPLM) だが軍事部門が突出していたためSPLAが通称となっていた。第二次内戦は宗教と民族の概念で語られることが多かったが、南部に多い原油資源の分配を巡る争いでもあった。
SPLAはソ連、エチオピアなどの支援により南部全域とアビエイ、ヌバ山地、南部青ナイル州に支配領域をひろげ一時5万人の大勢力となる。1989年北部がバシール政権となると民族イスラム戦線の影響で政党が禁止され、それら政党と国民民主同盟が結成された。幹部の大半が南部最大の部族ディンカ族だったため内紛が多発。1991年エチオピアでメレス・ゼナウィ政権が成立すると支援が弱まり、SPLAはジョン・ガランの主流派（トリット派）と、ケルビノ・クアニン・ボルのバハル・エル＝ガザル派、ヌエル人のリエック・マチャルのナシル派（のち統一派、南スーダン独立運動/軍）に分裂した。この分裂は政権側の工作にもよるものだった。ウィリアム・ニュオンは1992年に統一派に参加し、政府軍に協力しのち主流派に復帰した。南スーダン独立運動/軍などの分派の多くは1997年4月のハルツームでの個別和平合意により政権に取込まれ統一民主救済戦線 (United Democratic Salvation Front, UDSF) を結成した。
1994年スーダン政府はウガンダがSPLAを支援していると非難してきた。それに対してSPLAはウガンダ国内で活動してきたと主張している。逆にウガンダ政府は神の抵抗軍 (LRA)への北部政権の支援を非難し、のちにスーダン領内でも LRA 掃討を行うようになった。SPLAは依然として南部戦争の終結を交渉する主要な南部組織であり、ダルフールでは不安定な平和が脅かされているが、2005年にSPLA/Mとスーダンの政府の間の和平協定で南スーダンの自治の正式な合意に至った。SPLMは和平協定以降、南北スーダンで政党として認められている。
2011年の南スーダン独立後はSPLMは政権与党となり、SPLAは正規軍（南スーダン軍）に再編成されたが、北スーダンでは依然として武装組織として活動しており、南コルドファン州やヌバ山地を拠点に度々スーダン軍と衝突している。
2013年12月14日、首都ジュバなどで、同年7月に解任されたマシャール前副大統領を支持する軍の一部がクーデター未遂事件（南スーダンクーデター未遂事件 (2013年)）を発生させた。